# (1855) Korolev
(1855) Korolev és un asteroide pertanyent al cinturó d'asteroides descobert el 8 d'octubre de 1969 per Liudmila Ivanovna Chernyj des de l'Observatori Astrofísic de Crimea, Naúchni.
Inicialment va ser designat com 1969 TU1. Posteriorment, es va anomenar en honor de l'enginyer soviètic Serguei Koroliov (1907-1966).
Korolev orbita a una distància mitjana del Sol de 2,247 ua, podent acostar-s'hi fins a 2,058 ua. Té una inclinació orbital de 3,079° i una excentricitat de 0,08423. Empra 1231 dies a completar una òrbita al voltant del Sol.